# Yves Klein
Pour les articles homonymes, voir Klein.
 (janvier 2024).
Si vous disposez d'ouvrages ou d'articles de référence ou si vous connaissez des sites web de qualité traitant du thème abordé ici, merci de compléter l'article en donnant les références utiles à sa vérifiabilité et en les liant à la section « Notes et références ».
En pratique : Quelles sources sont attendues ? Comment ajouter mes sources ?
Yves Klein est un artiste français, né le 28 avril 1928 à Nice et mort le 6 juin 1962 à Paris.
En 1954, il se tourne définitivement vers l'art et entame son « Aventure monochrome ».
Yves Klein est notamment connu pour son bleu outremer, qu’il nommera « IKB » (International Klein Blue).
De ses monochromes, au vide, à la « technique des pinceaux vivants » ou « Anthropométrie », jusqu'à l'emploi des éléments de la nature afin de manifester leur force créatrice ou de l’or qu’il utilise comme un passage vers l’absolu, il a conçu une œuvre qui traverse les frontières de l'art conceptuel, corporel et du happening.
En 1962, quelques semaines avant sa mort, Yves Klein réalise FC1 (Feu Coloré no 1), une œuvre qui possède tous les éléments emblématiques de cet artiste : l'anthropométrie, la peinture de feu, le fameux monochrome bleu (IKB, International Klein Blue, breveté en 1960) et le pigment rose.

## Biographie

### Enfance
Yves Klein naît à Nice le 28 avril 1928, dans l'appartement de ses grands-parents maternels au 15 rue Verdi. Ses parents, Fred Klein (1898-1990) et Marie Raymond (1908-1988), sont des artistes peintres qui, nomadisant entre les expositions, leur appartement de Montparnasse et leur maison de la Goulette du Haut-de-Cagnes, ne voient leur fils que durant les fins de semaine et le confient le reste du temps à sa tante Rose Raymond-Gasperini, la sœur de Marie. En 1932, Marie Raymond autorise sa sœur à scolariser Yves dans une petite école religieuse près de la rue Verdi. En 1937, mécontente de ses résultats scolaires, Rose Raymond-Gasperini le transfère à l'école Masséna. Il y reste un an : au cours de l'été 1938, ses parents emménagent à Paris au 116 de la rue d'Assas et l'inscrivent à l'École alsacienne. Mais ce nouveau cadre a un effet désastreux sur sa scolarité : il ne travaille plus, ses notes dégringolent, il change d'établissement en cours d'année avant d'en être renvoyé. Seule la déclaration de guerre de la France à l'Allemagne, le 3 septembre 1939, le sauve, en quelque sorte : ses parents, ayant décidé de rester à la Goulette après y avoir passé tout l'été, le confient à nouveau à sa tante Rose qui le ré-inscrit à l'école Masséna : ses notes s'améliorent en quelques semaines. Entre 1940 et 1943, ses parents côtoient les nombreux artistes qui ont trouvé refuge sur la Côte d'Azur et se lient d'amitié avec Nicolas de Staël et Jeannine Guillou, dont le fils, Antek, devient un bon ami d'Yves. S'inspirant des huit premiers albums de Tintin qu'il connait presque par cœur, il monte à douze ans un petit théâtre d'enfants, qu'il baptise le théâtre des Gnomes et qui se produit dans la cave de la Goulette. À quinze ans, poussé par la puberté et déboussolé par la vente de la Goulette, il se rebelle, fait plusieurs fugues, mais aussi s'essaie tout seul au piano et dévore Mandrake le Magicien « qui transforme toute réalité, se joue des certitudes et réinvente le monde ».
À l'automne 1943, ses parents retournent à Paris, au 116, rue d'Assas, désargentés. En 1944, Yves tente, sans grande conviction, d'intégrer l’École nationale de la marine marchande mais il est sévèrement recalé au concours en juin 1945. En juillet 1946, il suit ses parents en Angleterre ; son père, aidé par l'encadreur Robert Savage, expose au centre d'art franco-anglais (en) à Saint John Woods, « Londres ». L'exposition terminée, ses parents rentrent en France mais lui décide de rester pour apprendre l'anglais : pendant trois mois, il est garçon au pair dans une famille à Sevenoaks, où il s'occupe d'un enfant handicapé. Au début de 1947, il séjourne à Amsterdam chez des amis de ses parents.

### Années judo
Les années 1947 et 1948 sont deux années charnières pour Yves Klein à trois titres : il découvre le judo, se fait deux nouveaux amis, Armand Fernandez et Claude Pascal, et se plonge avec ce dernier dans la mystique rosicrucienne. Cette triple influence donnera naissance au « partage du monde » de l'été 1948.
En mars 1947, au retour d'Amsterdam, il retrouve à Nice sa tante Rose, désormais Raymond-Tamarasco par son second mariage. Comme il est désorienté et cherche à gagner sa vie, elle lui confie la responsabilité de la librairie qu'elle a installée pour lui dans son magasin situé au 39, rue de l'Hôtel des postes,. Durant l’été, il tombe par hasard sur une annonce anodine publiée dans Nice-Matin par Raymond Roussel, directeur de l'école de judo de la police de Nice, qui informe les lecteurs que les cours de judo sont désormais ouverts aux non-policiers à compter de septembre. Instinctivement, il s'inscrit.
C'est lors de ces cours qu'il rencontre Claude Pascal et d’Armand Fernandez, le futur Arman. Yves fait ses premiers essais en peinture en découvrant celle qu'Armand pratique dans le sous-sol de la maison de son père au 13, rue Paul Déroulède.
À la fin de 1947 ou au début de 1948, dans les rayonnages de la librairie de sa tante, Yves tombe sur La Cosmogonie des Rose-Croix de Max Heindel. Le livre, très hermétique, nécessite des clefs de lecture que leur fournit Louis Cadeaux, un vieil astrologue. Yves et Claude plongent dans cette invitation au voyage et au mystère rosicrucien, et l'approfondissent en s'inscrivant aux cours par correspondance offerts par la Rosicrucian Fellowship, sise à Oceanside en Californie et dont Yves sera membre jusqu'en 1953. La lecture des Rose-Croix et de Gaston Bachelard forgeront les bases de la pensée qui nourrira son œuvre.
Yves, Armand et Claude décident de fonder un groupe, le « Triangle ». Réunis par leur grand intérêt pour l'exercice physique, ils aspirent à « l'Aventure » du voyage, de la création, de la spiritualité. Sur la plage de Nice, les trois amis choisissent de « se partager le monde » avec les trois catégories de l'univers d'Heindel : à Armand reviennent l'animal et la terre, à Claude le végétal et les mots, à Yves le minéral et le ciel,,,. Yves en tirera sa signature : « Je signe mon nom au dos du ciel, je passe de l'autre côté du ciel ». Il s'en souviendra avec émotion en 1961 en concluant son Manifeste de l'hôtel Chelsea sur ces mots : « Alors que j’étais encore un adolescent, en 1946, j’allai signer mon nom de l’autre côté du ciel durant un fantastique voyage « réalistico-imaginaire ». Ce jour-là, alors que j’étais étendu sur la plage de Nice, je me mis à éprouver de la haine pour les oiseaux qui volaient de-ci, de-là, dans mon beau ciel bleu sans nuage, parce qu’ils essayaient de faire des trous dans la plus belle et la plus grande de mes œuvres. Il faut détruire les oiseaux jusqu’au dernier ».
Attiré par le voyage, il effectue entre 1948 et 1954 plusieurs séjours à l'étranger. Le premier, entamé le 3 août en autostop au départ de Nice, lui fait découvrir l'Italie du nord au sud : Gênes, Pise, Florence, Rome, Naples, Pompéi, Reggio de Calabre, Messine, Palerme, Capri pour finir par Venise .
Après onze mois de service militaire en Allemagne, Yves Klein poursuit un rêve : « aller à cheval jusqu'au Japon, la patrie du judo ». Pour ce faire, il pense qu'il doit d'abord apprendre l'anglais et à monter à cheval. Claude Pascal souhaite l'accompagner dans son voyage au Japon. La poursuite du premier objectif commence le 2 décembre 1949 avec leur embarquement pour l'Angleterre. Les deux amis louent une petite chambre au 69, Cromwell Road, dans le quartier londonien de South Kensington, à proximité de l'atelier d'encadrement de Robert Savage, au 65, Old Brompton Road, celui-là même qui avait aidé Fred Klein à monter son exposition de l'été 1946. Pendant quatre mois, Yves travaille chez Savage comme apprenti clandestin et apprend sur le tas la dorure à la feuille et les techniques de la peinture (l'emploi des fixatifs, des vernis, le mélange des couleurs, l'usage des pigments en poudre). C'est à cette époque qu'il aurait produit ses premiers monochromes, « des carrés de carton peints d'un seul ton chacun : un bleu (le ciel), un orange (la mer), un vert (la nature) » qu'il aurait exposés en privé, dans leur chambre de Cromwell Road. C'est aussi sans doute à Londres et à cette époque qu'il aurait imaginé la Symphonie Monoton-Silence.
Le 4 avril 1950, Yves et Claude quittent Londres pour l'Irlande  à la poursuite de leur second objectif : apprendre à monter à cheval. Ce séjour de cinq mois, malgré une pluie incessante et des conditions précaires, restera un des moments les plus heureux de leur vie. Ils retrouvent la Côte d'Azur fin août 1950. Mais Claude atteint de tuberculose doit renoncer au Japon.
Le 3 février 1951, Yves Klein part étudier l'espagnol à Madrid où il s'inscrit dans un club de judo. Il remplace un moniteur et remplit dès lors cette fonction régulièrement en devenant très proche du directeur de l'école, Fernando Franco de Sarabia, dont le père est éditeur. Après seulement cinq années de pratique du judo, Yves Klein, qui rêvait d’en faire son métier, décide d’aller se perfectionner au Japon. En novembre, il entreprend les démarches, prend deux heures de cours de japonais par semaine et parvient à maitriser environ trois cents kanji.
Le 22 août 1952, Klein embarque à Marseille sur le paquebot La Marseillaise et arrive à Yokohama le 23 septembre 1952. Il est hébergé dans la banlieue de Tokyo par Takachiyo Uemura, un critique d'art japonais, ami de sa mère. Il partage ses journées entre la pratique du judo au Kodokan,,, et les cours sur les arts qu'il donne à l'Institut franco-japonais. Il y organise l'exposition des œuvres de ses parents, Marie Raymond et Fred Klein, du 20 au 22 février 1953, puis celle de sa mère, seule, au Musée d’Art Moderne de Kamakura, et celle de son père, seul, en novembre au Musée d'art Bridgestone de Tokyo. C'est également en 1953 que se tient la première exposition du Groupe de Discussion d'Art Contemporain, dans l'atelier de Jirō Yoshihara du quartier de Shibuya à Tokyo, avec certains de ses étudiants dont Shōzō Shimamoto, qui constitue les prémices du mouvement Gutai. Dans son manifeste de l'art Gutai de décembre 1956, Yoshihara précise ainsi que les principes de ce mouvement, précurseur de la performance artistique, ont en réalité été posés trois ans plus tôt. Atsuko Tanaka, également membre du groupe Gutai, exposera des draps monochromes en 1955. Au début des années 1960, il fera connaître les artistes de Gutai à ses amis du Groupe ZERO qui exposeront avec eux en Europe.
Après quinze mois de travail assidu, le 18 décembre 1953, il reçoit de maître Shigenori Tashiro, , le quatrième dan. Le 4 janvier 1954, il quitte le Japon, débarque à Marseille le 4 février et arrive à Paris le 7 avec l'intention d'y ouvrir sa propre salle de judo. Le judo aurait pu être sa voie car il y consacre une grande partie de son temps. Mais la Fédération française de judo lui réserve un accueil glacial et ne reconnaît pas son 4e dan obtenu à l'étranger, ce qui lui interdit d'enseigner officiellement. Dépité, il passe la frontière, accompagné de Claude Pascal, pour prendre le poste de conseiller technique de la Fédération espagnole de judo et enseigner au Bushido Kwaï de son ami Fernando Franco de Sarabia. Le 25 octobre 1954, il publie Les fondements du judo, un ouvrage écrit avec maître Igor Correa Luna qui présente les six katas du judo,. De retour à Paris en novembre 1954, il y poursuit sa passion du judo, d'une part en l'enseignant, entre février 1955 et 1959, à l'American Students' and Artists' Center au 261, boulevard Raspail, d'autre part en ouvrant sa propre école de judo, fin septembre 1955, au 104, boulevard de Clichy, dans un atelier où Fernand Léger avait dirigé une école de peinture - il la décore de monochromes mais doit la fermer à l'été 1956 en raison de difficultés financières. Ainsi se clôt le chapitre judo de sa vie.

### Peintures monochromes
La première apparition publique des œuvres de Klein est la publication du livre d'artiste « Yves Peintures » paru le 18 novembre 1954, suivi de Haguenault Peintures, une copie du précédent. Ces deux recueils sont édités par l’atelier de gravure de Fernando Franco de Sarabia, à Jaén. Parodiant un catalogue traditionnel, le livre présente une série d'intenses monochromes en relation avec diverses villes où Klein a vécu les années précédentes. La préface de Yves Peintures est composée de lignes noires à la place du texte. Les dix planches en couleurs sont constituées de rectangles unicolores découpés dans du papier, datés et accompagnés de dimensions en millimètres. Chaque planche indique un lieu différent de création : Madrid, Nice, Tokyo, Londres, Paris.
En novembre 1954, Yves Klein et Claude Pascal quittent l'Espagne. Yves retourne à Paris et s'y installe définitivement. En février 1955, il fait la connaissance de Robert Godet, comme lui judoka et passionné de philosophie orientale. Godet est un habitué du Select. Il présente Yves à son cercle de connaissances : Jean Tinguely, Jacques Villeglé, Georges Véron, Jean Michalon, Édouard Adam, Rodolphe Pichon. Ce dernier tient un atelier au 5, rue Campagne-Première et invite Yves à venir y travailler la peinture. L'atelier accueille aussi Bernard Quentin, Sam Szafran et César. Au printemps, Klein apprend que le Salon des Réalités Nouvelles prépare une exposition au musée d'art moderne de la Ville de Paris. En mai, il propose son monochrome Expression de l'univers de la couleur mine orange (M 60). Le premier juillet, le jury refuse de l'exposer en l'état. Pour que le tableau soit déclaré « abstrait » il lui demande « au moins d'ajouter une petite ligne, ou un point, ou même simplement une tache d'une autre couleur [...] mais une seule couleur, non, non [...] c'est impossible ». Mais Klein reste inébranlable dans son idée que la couleur pure représente « quelque chose » en elle-même .
Sa première exposition de tableaux monochromes a lieu au club des Solitaires, le 15 octobre 1955, et passe pratiquement inaperçue. Il y expose des monochromes de différentes couleurs (orange, vert, rouge, jaune, bleu, rose), sous le titre « Yves, peintures ». Afin d'éviter toute touche personnelle, les œuvres sont réalisées au rouleau : « Déjà autrefois, j’avais refusé le pinceau, trop psychologique, pour peindre avec le rouleau, plus anonyme, et ainsi tâcher de créer une distance, tout au moins intellectuelle, constante, entre la toile et moi, pendant l’exécution ». En 1955 également, Claude Bellegarde expose sa série de monochromes « période blanche » à la galerie Studio Fachetti à Paris. Pierre Restany s'intéresse aux tableaux monochromes et fonde le groupe « Espaces imaginaires » avec Gianni Bertini, Hundertwasser, Bruning, Halpern et le sculpteur Delahaye. Il présente ensuite Bellegarde à Yves Klein, alors que ce dernier avait déjà commencé à produire ses propres monochromes.
Début 1956, Klein fait la connaissance de Pierre Restany, lors de sa seconde exposition intitulée « Yves : propositions monochromes », qui a lieu du 21 février au 7 mars 1956 dans la galerie parisienne de Colette Allendy. Avec ce critique d’art, il noue un contact intense, une compréhension tacite, et cette relation deviendra une expérience de « communication directe » qui va marquer un tournant décisif dans la compréhension de son art. Dans sa préface, Pierre Restany expliquait aux visiteurs l’arrière-plan théorique du nouveau concept. Le problème du travail sur une couleur unique entre dans la conscience culturelle parisienne. Klein devient célèbre sous le nom d'« Yves le Monochrome ».

### Bleu de Klein

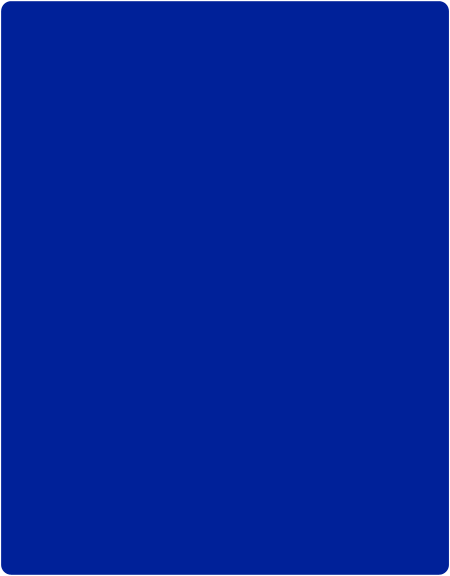
Représentation de l'IKB 191, c'est-à-dire len.

En automne 1956, il crée l'IKB, International Klein Blue, qui est, pour lui, « la plus parfaite expression du bleu » (voir plus bas) et le symbole de la matérialisation de la sensibilité individuelle, entre étendue infinie et immédiate.
Du 2 au 12 janvier 1957, sa première exposition à l'étranger, Proposte monocrome, epoca blu, se tient à la Galerie Apollinaire à Milan, où 11 monochromes IKB de formats identiques (78 × 56 cm), mais de prix différents, sont accrochés à 20 cm du mur par des équerres pour produire un effet de saturation de l'espace. Klein y fait la connaissance de Lucio Fontana, qui acquiert un monochrome, et de Pierre Manzoni, qui se rend à l'exposition chaque jour et peindra, à partir de décembre, sa propre série de monochromes. Bien reçu par les artistes italiens, Klein signe en septembre le manifeste Contre le style du Mouvement nucléaire (it) d'Enrico Baj, accepte de participer à leur exposition d'octobre et… son monochrome bleu aurait même été la source d'inspiration de la chanson de Domenico Modugno Nel blu dipinto di blu — plus connue sous le titre Volare — .
Elle est suivie, en mai 1957, par une double exposition à Paris, d'une part à la Galerie Iris Clert, « Yves, Propositions monochromes », du 10 au 25 mai, d'autre part à la Galerie Colette Allendy, « Pigment pur », du 14 au 23 mai. Le 10 mai, devant la galerie Iris Clert, il lâche mille et un ballons bleus gonflés à l'hélium, sa « première sculpture aérostatique ». Le 14 mai, Klein présente sa première peinture de feu, Feux de Bengale - tableau de feu bleu d'une minute (M41), dans le jardin de la galerie Colette Allendy, et au premier étage, son premier Immatériel, une salle entièrement vide intitulée Espaces et volumes de la sensibilité picturale immatérielle .
Le 31 mai 1957, la Galerie Alfred Schmela (de) de Düsseldorf ouvre ses portes avec l'exposition Yves, Propositions monochromes, avant de devenir le principal lieu d'exposition du Groupe ZERO formé par Heinz Mack, Otto Piene et Günther Uecker. Il y apprend que la ville de Gelsenkirchen lance un concours pour la décoration de son nouvel opéra et décide de postuler après avoir rencontré Werner Ruhnau, l'architecte du projet.
Du 24 juin au 13 juillet 1957, l'exposition Monochrome Propositions of Yves Klein est présentée à la Gallery One de Londres. Le 26 juin, un débat organisé à l'Institut of Contemporary Arts par Pierre Restany, en présence d'Iris Clert et du ghota de la presse britannique invitée par Victor Musgrave, le directeur de la galerie, provoque une polémique et une publicité sans précédent pour Klein. « Mes tableaux sont maintenant invisibles », déclara-t-il alors. Un journaliste du Guardian juge l'exposition « très drôle » alors qu'à l'opposé The Sun se demande si cette exposition « n'est pas l'une des plus grosses supercheries du siècle. »
Son activité croissante l'amène a quitter son petit atelier du 9, rue Campagne-Première pour emménager dans un entrepôt de la rue Lecourbe. Début juillet 1957, il rentre sur la Côte d'Azur et fait la connaissance au domicile d'Arman, à Nice, de Rotraut Uecker, leur fille au pair et la sœur cadette de Günther Uecker, qu'il avait rencontré six mois plus tôt à Düsseldorf. Il est sous le charme, tombe amoureux, dort et travaille chez les Arman pour être près d'elle. À la fin de l'été, ils doivent néanmoins se quitter.
Du côté des arts, son année 1957 se poursuit à Milan, où il est invité à participer à l'exposition collective Arte Nucleare 1957, organisée par le groupe du Mouvement nucléaire, et se termine à Gelsenkirchen, pour y exposer sa technique des reliefs-éponges puis participer à l'exposition des maquettes du futur opéra. Le 15 janvier 1958, Werner Ruhnau lui confirme que son projet a été retenu et qu'il rejoint une équipe internationale d'artistes (Norbert Kricke (de), Paul Dierkes (de), Robert Adams, Jean Tinguely) qui doit livrer l'opéra Musiktheater im Revier (de) en décembre 1959.
Au début de 1958, il déménage son atelier de la rue Lecourbe au 14, rue Campagne-Première. En avril, il visite l'Italie, s'arrête à la basilique Saint-François d'Assise, où les ciels bleus, étoilés et intenses de Giotto l'impressionnent vivement, puis à la basilique Sainte-Rita de Cascia, à laquelle sa tante Rose et lui-même vouent un respect particulier.

### L'exposition du vide
Pour son trentième anniversaire, le 28 avril 1958, Yves Klein envoie trois mille cartons d'invitation, affranchis de faux timbres-poste bleus, au vernissage de son exposition à la galerie d'Iris Clert, 3 rue des Beaux-Arts, à Paris. Intitulée La spécialisation de la sensibilité à l'état matière première en sensibilité picturale stabilisée, elle restera plus connue sous son nom abrégé : L'Exposition du Vide. L'artiste propose au millier de couples qui s'engouffrent d'abord sous l'immense dais bleu outremer surmontant l'entrée de l'immeuble puis franchissent la tenture bleue masquant la porte d'entrée de la galerie, de contempler une pièce entièrement peinte en blanc, dépourvue de tout tableau, sculpture, clou ou cimaise : le vide absolu. Le bruit se répand rapidement dans Paris et près de trois mille curieux veulent voir l'exposition : trois cars de policiers, rejoints par des pompiers, sont nécessaires pour contenir la foule. Le lendemain, Iris Clert est convoquée d'urgence à la caserne de la garde républicaine. La presse ne reste pas indifférente : on peut ainsi lire dans le Monde : « Delacroix dans son journal fait grand cas de la notion d'indéfinissable. Moi j'en fais mon matériau essentiel : le tableau à force d'être indéfinissable se fait ABSENCE ». Albert Camus dédicace le livre d'or de ces mots :
« Avec le vide, les pleins pouvoirs ! ». Le succès étonnant de cette exposition avant-gardiste se prolonge jusqu'au 12 mai. Cette exposition, qui ne portait aucun titre, ne présentait aucun tableau, aucune sculpture ou objet interroge sur la nature du « Vide », car Klein précisa l'année suivante que les lieux étaient vides, certes, mais « en apparence seulement ».
Le 5 juin 1958, il organise dans l'appartement de l'île Saint-Louis de Robert J. Godet sa première expérience en public de « pinceaux vivants ». Devant une quarantaine d'invités, Marlène, une jeune modèle entièrement enduite de bleu, se roule sur du papier blanc et y dépose un bleu monochrome issue de ses empreintes corporelles.
À l'automne, il se rend pour la seconde fois à la basilique Sainte-Rita de Cascia et fait don d'un monochrome bleu pour remercier la sainte d'avoir obtenu pour lui la commande de l'opéra de Gelsenkirchen. D'octobre 1958 à décembre 1959, il y travaille sans relâche « à réaliser, dans [s]es tableaux de vingt mètres sur sept, des miniatures », ses premiers Reliefs-Éponges du foyer de l'opéra et à élaborer, avec Werner Runhau, le concept d'une « architecture de l'air ». Il y œuvre avec son ami Jean Tinguely responsable des deux grands reliefs du foyer. Les deux artistes, qui s'étaient liés d'amitié lors de l'Exposition du Vide, font le vernissage de Vitesse pure et stabilité monochrome, une exposition de 15 jours à la galerie parisienne d'Iris Clert, où ils présentent leurs œuvres communes : des disques bleus monochromes tournant à grande vitesse.
Le 27 octobre 1960, il participe, dans son appartement du 14 rue Campagne-Première à Paris, à la création du Nouveau Réalisme, en signant la « Déclaration constitutive du Nouveau Réalisme » avec Pierre Restany qui l'a rédigée, Arman, Raymond Hains, Martial Raysse, Daniel Spoerri, Jean Tinguely, Jacques Villeglé et François Dufrêne suivi par Niki de Saint Phalle, Gérard Deschamps et Christo.

### New York
En avril 1961, il se rend pour la première fois à New York, où ses monochromes IKB, qui avaient déjà figuré à l'exposition New Forms – New Media tenue à la Martha Jackson Gallery, du 6 au 24 juin et du 28 septembre au 22 octobre 1960, sont présentés du 11 au 29 avril lors de l'exposition Yves Klein le Monochrome à la Galerie Leo Castelli.
Yves Klein épouse le 21 janvier 1962 une jeune artiste allemande, Rotraut Uecker, sœur de l'un des membres fondateurs du Groupe ZERO, dont il se rapproche dès 1958. La cérémonie de mariage, orchestrée par l'artiste en l’église de Saint-Nicolas-des-Champs à Paris, est suivie d'une haie d’honneur formée à la sortie de l'église par des chevaliers de l’ordre des Archers de Saint-Sébastien puis d’une réception à La Coupole, où l’on sert un cocktail bleu aux invités, la réception se terminant dans l'atelier de Larry Rivers.

### Mort

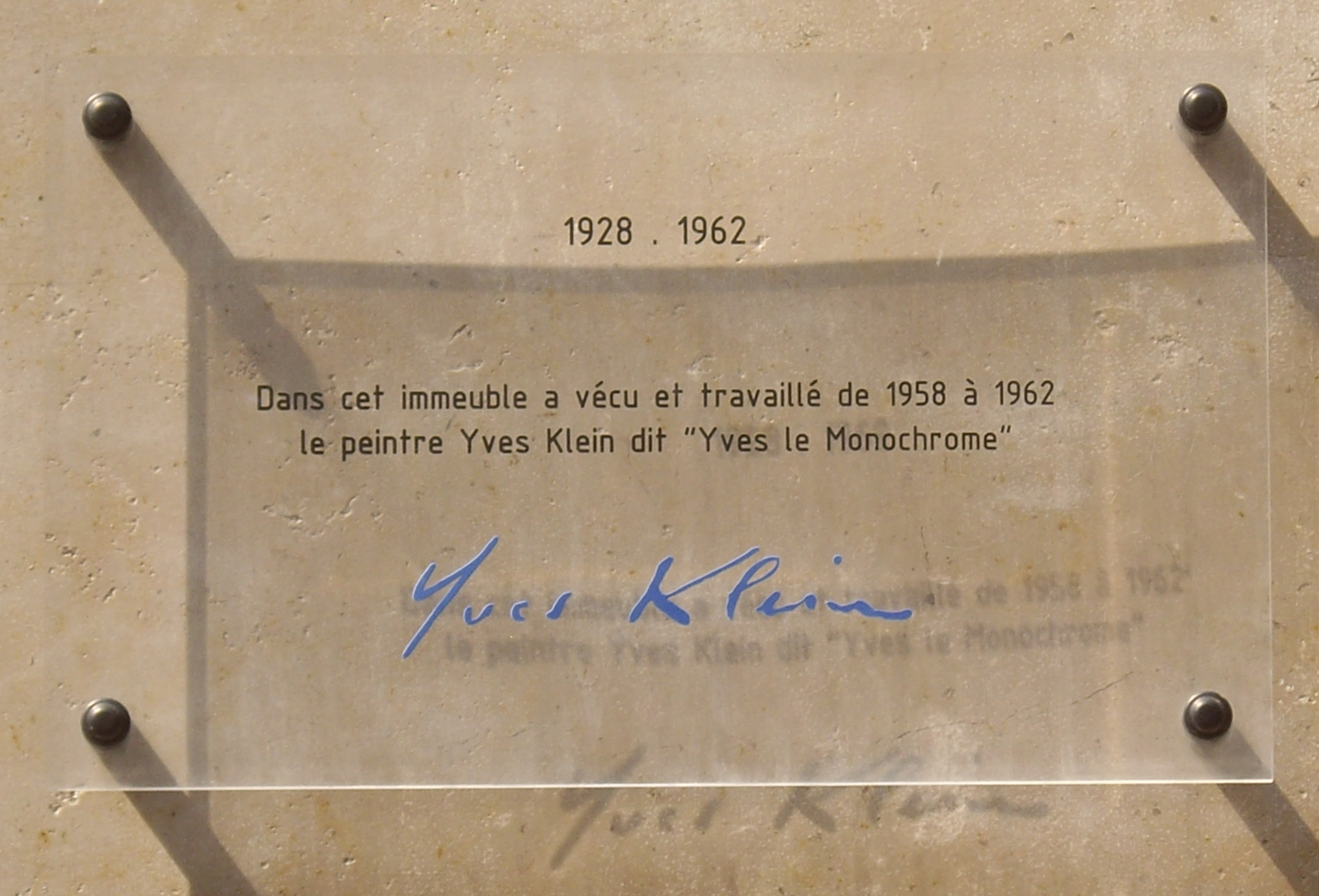
Plaque commémorative au 14 rue Campagne-Première à Paris.

Yves Klein meurt d’une crise cardiaque le 6 juin 1962, deux mois avant la naissance de son fils le 6 août,. Il avait été victime de deux malaises cardiaques en mai. Un premier, le 12 mai 1962, après la projection du film Cette chienne de vie (Mondo cane) de Paolo Cavara et Gualtiero Jacopetti au festival de Cannes : Yves Klein y était qualifié de « peintre tchécoslovaque » et l'une de ses performances publiques d'« anthropométrie de l'époque bleue », réalisée pour ce film les 17 et 18 juillet 1961, insérée dans une succession de séquences étonnantes, y était ridiculisée et dénaturée. De retour à Paris, il fut victime d'un second malaise cardiaque, après le vernissage de son dernier Klein-d'œil, le Portrait relief de son ami Arman, à l'exposition Donner à voir, à la Galerie Raymond Creuze, rue Beaujon.
Il repose au cimetière de La Colle-sur-Loup dans les Alpes-Maritimes.

## Œuvre

### Monochromie
S'inspirant du ciel qu'il avait signé de son nom sur la plage de Nice en 1946, il veut peindre un espace-couleur infini : le « monde de la couleur pure »,.
Yves Klein peint des monochromes, car il privilégie l’expression de la sensibilité plutôt que la figuration dans la forme : « Pour peindre l’espace, je me dois de me rendre sur place, dans cet espace même. Sans trucs ni supercheries, ni non plus en avion ni en parachute ou en fusée : [le peintre de l’espace] doit y aller par lui-même, avec une force individuelle autonome, en un mot il doit être capable de léviter » et « Jamais par la ligne, on n’a pu créer dans la peinture une quatrième, cinquième ou une quelconque autre dimension ; seule la couleur peut tenter de réussir cet exploit ».

### International Klein Blue
En 1956, avec l'aide du marchand de couleurs parisien Édouard Adam et d'un chimiste de Rhône-Poulenc, il utilise un médium fixatif (au moyen d'une résine synthétique nommée Rhodopas) qui se rétracte en séchant, laissant ainsi apparaître le pigment pur,. Le bleu outremer est ainsi perçu dans toute son identité originelle là où les liants traditionnels qui permettent de fixer les pigments sur le support altèrent toujours leur éclat.
Dès 1957, il choisit de peindre en bleu car c’est la couleur la plus abstraite qui soit d’après lui : « Le bleu n'a pas de dimension, il est hors dimension, tandis que les autres couleurs elles en ont [...] Toutes les couleurs amènent des associations d’idées concrètes [...] tandis que le bleu rappelle tout au plus la mer et le ciel, ce qu'il y a de plus abstrait dans la nature tangible et visible. », faisant ainsi également référence au vide, car cela incite à l’imagination.
En mai 1957, Yves Klein célèbre l’avènement de « l’époque bleue » par la double exposition Propositions monochromes à Paris, annoncée par l'envoi de cartes postales bleues oblitérées de timbres IKB que Klein était parvenu à faire accepter par les services postaux, avec sa première peinture de feu composée d'un monochrome bleu sur lequel sont fixés 16 feux de Bengale à la galerie Colette Allendy et un lâcher de 1 001 ballons le soir du vernissage à la galerie Iris Clert. Ce geste, que Klein qualifiera par la suite de « sculpture aérostatique », sera reproduit 50 ans plus tard sur la place du Centre Beaubourg, à l’occasion de la clôture de l’exposition que le Musée national d'Art moderne lui consacrera en 2006-2007.
Le 19 mai 1960, Yves Klein dépose à l'Institut national de la propriété industrielle (INPI), sous l’Enveloppe Soleau no 63 471, la formule de son invention qu'il baptise IKB, « International Klein Blue ». Elle décrit le liant qui est constitué d'une pâte fluide originale substituée à l'huile traditionnellement utilisée en peinture, et qui fixe du pigment bleu outremer.

### Sculptures Éponges et Reliefs Éponges

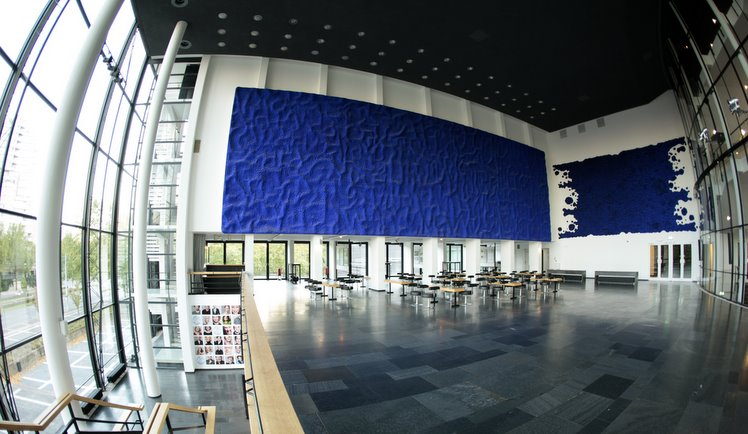
Relief éponge, 1959, au théâtre de Gelsenkirchen

Yves Klein a commencé par se servir d’éponges naturelles dans son travail avant d’opter définitivement pour la peinture au rouleau à partir de 1956. Il dira en 1957 que l’extraordinaire faculté de l’éponge de s’imprégner de quoi que ce soit de fluide le séduira. Il s’aperçut de la beauté du bleu dans l’éponge et cet instrument de travail deviendra une matière première pour lui.
Dès lors, il va travailler sur ces premiers Reliefs-Éponges, études réalisées pour le projet du foyer du Théâtre de Gelsenkirchen. De 1957 à 1959, Klein va être immensément encouragé dans l’expansion de ses activités par sa collaboration à la construction du théâtre de Gelsenkirchen. La musique, le théâtre et l’idée de l’œuvre d’art total seront pour lui des impulsions décisives avec le travail sur des Reliefs-Éponges dans des dimensions tout à fait inhabituelles pour l’époque. En décembre 1959, l’inauguration du théâtre marque le triomphe officiel de la « monochromie ». L’espace est entièrement empreint du bleu de Klein. Selon celui-ci, il est parvenu à faire de cet espace intérieur un lieu d'enchantement magique pour le public.
Il créera plus tard des Reliefs-Éponges et des Sculptures Éponges, censés représenter les spectateurs de ses œuvres imprégnés par l'intensité du bleu IKB. Il déclare en 1958 : « Grâce aux éponges, matière sauvage vivante, j'allais pouvoir faire les portraits des lecteurs de mes monochromes qui, après avoir vu, après avoir voyagé dans le bleu de mes tableaux, en reviennent totalement imprégnés en sensibilité comme des éponges ».

### Immatériel
En 1958, il repeint en blanc les murs de la galerie parisienne Iris Clert dans le cadre de « l'Exposition du vide » (La spécialisation de la sensibilité à l’état matière première en sensibilité picturale stabilisée, Le Vide). Les « Anthropométries », empreintes de corps de femmes nues et enduits de couleur bleue sur toiles blanches apparaîtront en 1960. De nombreuses « Anthropométries » ont été filmées comme de véritables événements, on peut en voir dans certains musées (Centre Pompidou entre autres).

### Vers une union de l'Avant-Garde internationale
À la suite de son exposition « Proposition monochrome, Époque bleue » à la galerie Apollinaire de Milan en janvier 1957, l'ancien peintre Alfred Schmela (de) prend le parti d’exposer Yves Klein dès mai 1957 pour l’inauguration de sa galerie à Düsseldorf, alors que le climat général est encore à l’expressionnisme abstrait et, plus particulièrement en Europe, à la tendance de l'art informel que l’on a appelé abstraction lyrique. Cette galerie va vite devenir le lieu principal de l’orchestration du Groupe ZERO fondé par Heinz Mack, Otto Piene et Günther Uecker, dont Klein épousera, 4 mois et demi avant son décès, la sœur Rotraut, le 21 janvier 1962.
Klein est parmi les premiers Français à exposer en Allemagne dans l’après-guerre, qui enfermait alors les deux pays dans une totale absence de communications et d’échanges sur le plan artistique. En fait, Heinz Mack était déjà venu rendre visite à Yves Klein dans son atelier parisien dès la fin de l’année 1955, au cours de laquelle il fit également connaissance de Jean Tinguely, qui sera plus tard lui aussi impliqué dans les démarches du Groupe ZERO. À la fin des années 1950, Klein se rendra fréquemment en Allemagne, notamment pour les travaux qu’il réalise pour l’Opéra de Gelsenkirchen. Progressivement, les liens se tissent avec le groupe de Düsseldorf, dont il se sent de plus en plus proche. Klein expose même pour la première fois en compagnie des artistes allemands en avril 1958 lors de leur septième « exposition d’un soir ». C’est le début d’une collaboration qui va s’internationaliser de plus en plus.
La même année, Piero Manzoni, qui s’intéresse aussi de près aux travaux de Klein et de Lucio Fontana, dont il a pu prendre connaissance à Milan, voyage aux Pays-Bas où il prend contact avec les futurs artistes néerlandais du Groupe NUL, proches de ZERO, menés par Herman de Vries, Jan Schoonhoven, Armando, Jan Henderikse et Henk Peeters.
Peu à peu, ce réseau international de l'Avant-Garde européenne s’organise jusqu’au printemps 1959, où Tinguely organise l’exposition « Motion in Vision - Vision in Motion » à Anvers. C’est véritablement l’exposition fédératrice du groupe, qui réunit, entre autres : Bury, Mack, Manzoni, Piene, Soto, Spoerri et Klein, lequel réalise une performance en déclarant que sa seule présence physique sur l'emplacement qui lui est attribué est l’œuvre correspondant à sa contribution. C’est ici qu’il prononcera ces mots désormais célèbres, empruntés à Gaston Bachelard : « D’abord il n’y a rien, ensuite il y a un rien profond, puis une profondeur bleue ».
Le courant ZERO s’affirme. À partir de ce moment, beaucoup d’expositions collectives auront lieu et rassembleront les milieux artistiques des quatre villes principales : Amsterdam, Düsseldorf, Milan et Paris, notamment celle tenue au Stedelijk Museum d'Amsterdam en mars 1962, auquel Klein en désaccord sur le titre « Monochromes » un temps retenu refusera de participer, puis à nouveau en 1965, où il sera en revanche représenté post-mortem, ainsi que Yayoi Kusama et les membres du groupe japonais Gutai, pionniers de la performance contemporaine, que Klein avait auparavant fait découvrir aux autres mouvements du réseau. À partir du début des années 1960, Lucio Fontana expose même en compagnie de cette jeune génération qui, fort de son œuvre de théoricien, voit en lui un père spirituel. Sa participation au mouvement ZERO est en quelque sorte la consécration du groupe, ou, du moins, un soutien majeur de la part de cette figure, qui à l’époque est déjà reconnue de l’art contemporain.
Néanmoins, la mort similaire par crise cardiaque de Klein leader du Nouveau Réalisme, en juin 1962 et 8 mois plus tard de Manzoni, précurseur de l'Arte Povera théorisé en 1967, deux des trois principaux théoriciens de cette nouvelle avant-garde internationale avec Heinz Mack, entravera fortement cette collaboration européenne naissante ; tandis que le Groupe NUL hollandais sera dissout après la grande exposition de 1965 de l'ensemble de ces mouvements organisée au Stedelijk Museum. En 2015, le Stedelijk Museum a organisé une rétrospective pour célébrer les 50 ans de cette exposition historique, intitulée ZERO, Let Us Explore the Stars.

### Son rapport au corps
On ne peut comprendre la démarche d'Yves Klein sans l’arrière-plan d’autodiscipline, de communication intuitive et de maîtrise du corps que sous-entend le judo. Klein entretient un rapport très particulier avec le corps dans son activité artistique. Ce rapport se situe à plusieurs niveaux :

#### Présence
Tout d’abord la présence de corps nus (en grande majorité féminine) dans son atelier qui lui sont nécessaires pour la création de ses monochromes avec sa couleur bleu IKB. Il emploie cette nudité pour, dit-il, « stabiliser la matière picturale » (extrait de Dimanche). Il déclare : « cette chair donc, présente dans l’atelier, m’a longtemps stabilisé pendant l’illumination provoquée par l’exécution des monochromes ».
Il ne peint pas d’après modèle comme les artistes figuratifs mais en la compagnie du modèle, qui selon lui, lui fait ressentir « une atmosphère bon enfant », un « climat sensuel », ou « un climat affectif pur ». Klein explicite ainsi ces sensations : « mes modèles riaient beaucoup de me voir exécuter d’après elles de splendides monochromes bleus bien unis ! Elles riaient, mais de plus en plus se sentaient attirées par le bleu ».

#### Action
Klein comprend vite que la simple présence des modèles dans son atelier est insuffisante. Même si elle imprégnait selon lui l’atmosphère qu’elles créaient dans les monochromes, cette imprégnation serait encore plus réussie si les modèles eux-mêmes peignaient le monochrome.
S'ensuivent donc ces œuvres que l’on qualifie d’« anthropométries », où le corps cette fois dans la peinture joue ce même rôle de « stabilisation » de la matière picturale. Une première séance publique (en petit comité) a lieu chez Robert Godet le 5 juin 1958. Celle-ci reste toujours en continuité avec les monochromes mais en constitue le second temps de l’évolution du corps dans son art. Lors de cette séance, un seul modèle féminin agit tel un « pinceau vivant » sur la toile, le corps enduit de couleur. Le modèle rampe sur la feuille de papier à même le sol sous l’œil d’Yves Klein qui, lui, le dirige et l’invite à passer sur les endroits où la peinture n’est pas encore appliquée. Les moindres gestes du modèle ont été répétés au préalable et Klein donne l’initiative soit à lui-même, soit au modèle suivant ses différents écrits[pas clair].
Klein considère cet exercice comme une « collaboration ». Ce mot revient très souvent dans ses textes, comme une obsession. Il déclare au sujet des modèles qui collaborent ainsi : « Je ne les ai jamais touchées, d’ailleurs c’est pour cela qu’elles avaient confiance et qu’elles aimaient collaborer, et aiment encore collaborer ainsi, de tout leur corps à ma peinture ».
Il dit voir « apparaître à chaque séance les « marques du corps » qui disparaissaient d’ailleurs bien vite car il fallait que tout devienne monochrome ». Cette citation évoque sa seconde activité, le judo, où il pouvait observer les marques du corps en sueur des judokas sur les tapis blancs poussiéreux, ou encore un type de dessin japonais fait à partir d’empreinte de poisson. Cette décision d’entreprendre les anthropométries est due aussi à un événement de son temps qui l’a marqué : les silhouettes des personnes laissées sur les murs lors de l’explosion à Hiroshima, dont il réalisera par ailleurs une anthropométrie. Sur cette toile, on peut observer plusieurs traces de corps en mouvement.

#### Empreintes et collaboratrices
Dans ce rapport de mouvement, Klein déclare que, à rebours des figuratifs, il libérait les modèles nus féminins, car il les laissait agir sur son œuvre alors qu’eux créaient leurs œuvres à partir de leur corps immobile. Parmi elles, il y avait Elena Palumbo Mosca, qui collabora avec lui pour la réalisation d'une vingtaine d'œuvres entre 1960 et 1962,. Notons toutefois qu'Yves Klein n'a jamais payé ces femmes qui l'ont pourtant aidé à réaliser des tableaux se vendant plusieurs millions de dollars.
Mais les monochromes créés avec ces pinceaux vivants ne laissaient pas percevoir la présence de la chair. C’est pourquoi Klein a progressivement mis au point la procédure des empreintes laissées par un modèle sur un support. Après plusieurs essais, estimant la technique au point, il la présenta à Pierre Restany. Le 23 février 1960, devant le critique accompagné d’un directeur de musée, un modèle dont le buste, le ventre et les cuisses ont été badigeonnés de peinture bleue, appose l’empreinte de son corps coloré sur des feuilles de papier placées au sol. C’est à cette séance que Restany trouve le terme « d’anthropométries de l’époque bleue ». Klein organise une soirée dans la galerie internationale d’art contemporain à Paris le 9 mars 1960, devant une centaine d’invités dont des artistes, des critiques, des amateurs d’art ou encore des collectionneurs.
Klein en habit de soirée donne un signal aux neuf musiciens afin qu'ils commencent la Symphonie Monoton-Silence, composée par lui-même en 1949, une seule et même note continue de vingt minutes suivie de vingt minutes de silence,. Pendant ce temps-là, trois femmes commencent à se badigeonner la poitrine, le ventre et les cuisses de peinture bleue. Elles réalisent ensuite diverses anthropométries dont la plus connue est intitulé « Anthropométrie de l'époque bleue » (ANT 100), 1960. Klein fait des répétitions, organise la mise en scène, invite des photographes et cadreurs qu’il connaît, contrôle la diffusion des images. Néanmoins, même s’il pense tout faire pour faire passer clairement ses nouvelles techniques, des malentendus surgissent et il paraît pour certains masochiste ou obscène.
Il réalise aussi la série des « portraits-reliefs », moulages grandeur nature des autres membres du mouvement Nouveau Réalisme, peints notamment en bleu IKB et se détachant sur un panneau doré à la feuille, qu'il n'aura pas le temps d'achever, ou utilise des statuettes en plâtre de sculptures célèbres, comme celles de la Victoire de Samothrace et de la Vénus de Milo peintes en IKB.

#### Pochoirs
Par la suite, il diversifie ses méthodes et différencie les anthropométries statiques des dynamiques. Lors de la création des « statiques » le corps de la femme est simplement posé tel un tampon sur le support et y laisse son empreinte. Ces empreintes statiques de femmes et parfois d’hommes, ont souvent été groupées de manière à former, sinon une composition, du moins un ensemble. Les anthropométries réalisées sur des tissus renvoient à un objet de culte qui est le suaire de Turin.
Dans les images négatives, comme « Hiroshima », la peinture est projetée et le corps du modèle fait office de pochoir. L’anthropométrie dynamique consiste à faire ramper un modèle sur le support, qui laisse derrière lui une trace dynamique. Klein a aussi convié plusieurs modèles à simuler une bataille où l’on ne distingue plus les corps. Le processus lui-même est conçu comme un rituel. Il s’agit d’un rituel de passage de la toile blanche à la chair : « c’était la chair elle-même qui appliquait la couleur au support sous ma direction » puis de la chair à l’invisible. En réutilisant le bleu IKB, il reprend la couleur, réutilise l’espace conquis par l’immatériel et évite la ressemblance au rose[pas clair]. Klein choisit aussi de ne pas représenter les mains pour les raisons suivantes : « Il ne fallait pas que les mains s’imprimassent, cela aurait donné un humanisme choquant aux compositions que je cherchais. [...] Bien sûr, tout le corps est constitué de chair, mais la masse essentielle, c’est le tronc et les cuisses. C’est là où se trouve l’univers réel caché par l’univers de la perception. » (cette vision se rapproche des notions japonaises de Katas et de Hara[Quoi ?]).

#### Éléments
Klein réalise au début de l’année 1961 la série des Peintures de feu, dans laquelle il cherche à imprimer les traces du feu sur divers supports. Déjà Alberto Burri avait utilisé en 1954-1955 la puissance de cet élément dans sa série des Combustioni constituée de couches de plastique brûlé. C’est au centre d’essais de Gaz de France de la Plaine-Saint-Denis, où on met à sa disposition un équipement industriel, qu’il apprend à maîtriser le feu et à effectuer des réglages précis pour en utiliser les différents degrés de puissance.
Dans ces Peintures de feu, comme dans les Cosmogonies, empreintes de la pluie et du vent sur la toile, qu’il réalise à partir de 1960, l’artiste convoque les éléments de la nature afin de manifester leur force créatrice. Mais ici il allie l’élément naturel au corps, les Peintures de feu étant réalisées avec l’aide de modèles nus que Klein utilise tour à tour. Il humidifie le support autour du corps pour déterminer les parties qui resteront en réserve et complète les traces de feu avec des empreintes de peinture. Mêlant ainsi les deux techniques, Klein joue avec les pleins et les vides des formes tracées alternativement en négatif et en positif.
Ainsi les empreintes des corps des femmes se révélaient sous l’action du feu. Les anthropométries servent alors de passage à double sens du visible à l’invisible, du matériel au spirituel et du charnel au divin. Elles opèrent en l’absence spectaculaire de l’artiste.
Avec ses Cosmogonies, l'artiste soumet la toile aux intempéries, sur le toit de sa voiture, lors de ses déplacements. En collaboration avec les architectes Claude Parent et Werner Ruhnau, il imagine dans ses Architectures de l'air de vastes constructions au toit maintenu en lévitation par de l'air pulsé, destinées à maintenir un environnement tempéré et contrôlé, où l'homme, comme dans un Eden retrouvé, ne serait plus soumis aux aléas climatiques.
Il peint également en IKB des reliefs planétaires en plâtre de la France ainsi que des globes, ravi d'apprendre que vue de l'espace la Terre devrait paraître bleue.
Trois mois avant son décès, l’exposition « Antagonismes II : l’objet », présentée le 7 mars 1962 au musée des Arts décoratifs, comporte des maquettes de l’Architecture de l’air et du Rocket pneumatique réalisées avec l'aide du designer Roger Tallon. Dans un diorama une pluie simulée est détournée par une lame d’air ; tandis que le Rocket, sorte de petit engin spatial mu par pulsation d’air, est destiné à disparaître dans le vide de l'espace.
Feu, air, eau, terre, les quatre éléments terrestres sont ainsi mis à contribution. Mais la mort prématurée de l'artiste interrompt ses recherches et expérimentations sur l'architecture de l'air et sur le thème de l'exploration de l'espace.

#### Couleurs
Le bleu n’est pas l’unique couleur présente dans les anthropométries, celles-ci pouvant être différentes comme dans l’une des premières, ANT121, datée de 1960 environ, qui est dorée sur fond noir. Les monochromes dorés intitulés Monogold sont essentiellement composés de feuilles d’or, qui représentent l’accès à l’immatériel, l’absolu et l’éternité. Klein peint également des monochromes roses appelés Monopink.
Il déclare, pour ses anthropométries créées en utilisant le feu, que « le feu est bleu, or et rose aussi. Ce sont les trois couleurs de base dans la peinture monochrome, et pour moi, c’est un principe d’explication universel, d’explication du monde ». Les trois couleurs de base bleu, or et rose de son travail s’articulent également mutuellement et parfaitement dans le feu. En effet, lorsqu’on regarde la couleur d’une flamme, on distingue bien ces trois couleurs.
Il réalise ainsi différents triptyques utilisant ces trois couleurs primaires et les réunira également dans des sculptures comme Ci-git l'Espace (MNAM, Paris) constituée d'une dalle funéraire recouverte de feuilles d'or, d'une couronne en éponge IKB et de roses. Enfin, son œuvre Ex-voto, réalisée pour le sanctuaire de Rita à Cascia, sera la conclusion de son travail, réunissant toutes ses idées en une seule et même œuvre composée de ses trois couleurs rose, bleu et or.

#### Performances
- Lâcher de mille et un ballons bleus, gonflés à l'hélium, au vernissage de son exposition « Yves Klein: propositions monochromes », le 10 mai 1957 à la galerie Iris Clert, 3 rue des Beaux-Arts, Paris
- Exposition La Spécialisation de la sensibilité à l'état de matière première en sensibilité (dite « Le Vide ») à la galerie Iris Clert en avril 1958
- Projet non abouti en 1958 d'éclairer l'obélisque de la Concorde en rose, qui sera finalement réalisé en 1983
- Cession de Zones de sensibilité picturale immatérielle à partir d'un chéquier, contre paiement en petits lingots d'or jetés ensuite dans la Seine en 1959
- Réalisation en 1960 de ses Anthropométries en public au son d'une musique monoton de son invention (symphonie monoton-silence)
- Le Saut dans le vide, dont le photomontage est publié dans la revue Dimanche en octobre 1960. À l'emplacement du Saut dans le vide existe depuis 1992 une chapelle dédiée à Sainte Rita (5, rue Gentil-Bernard ou 29, Rue Mal Gallieni, 92260 Fontenay-aux-Roses).

Yves Klein est, par son œuvre et sa posture, l'une des grandes figures de l'art contemporain français et international. Il a été en avance sur son siècle, et conscient de la radicalité de sa position. Il a ouvert l’art sur l’immatériel. Pour lui, l’or, le rose et le bleu sont une seule et même couleur et forment une « trilogie chromatique » au complet.

### Œuvres
- Monochrome orange, juin 1955, pigment pur et résine synthétique sur toile, 50 × 150 cm, MNAM, Paris
- Zone de Sensibilité Picturale Immatérielle (en) (cession à Jacques Kugel et Paride Accetti), 7 décembre 1959
- Zone de Sensibilité Picturale immatérielle (cession à Alain Lemée), 8 décembre 1959
- ANT 54 (1960-1961)
- Archisponge (RE 11), 1960
- Anthropométrie de l'époque bleue (ANT 82), 1960
- Anthropométrie suaire sans titre (ANT SU 4), 1960
- Anthropométrie sans titre (ANT 8), ca. 1960
- Anthropométrie sans titre (ANT 101), 1960
- Grande anthropométrie bleu (ANT 105), 1960
- Monochrome bleu (IKB 3), 1960
- Monique (ANT 57), ca. 1960
- Ci-gît l’espace (RP 3), 1960
- Symphonie Monoton-Silence, 1960
- People begin to fly, 1960, anthropométrie, pigment bleu sec et résine synthétique sur papier marouflé sur toile, 155 × 280 cm, Paris, musée national d'Art moderne, dépôt au musée d'Art moderne de Nice
- Hiroshima, 1961
- Peinture feu sans titre (F 74), 1961
- Relief-éponge1961
- « L’Arbre », grande éponge bleue, 1962
- IKB 191, 1962
- Portrait-relief de Martial Raysse, 1962, bronze peint sur panneau or, 175 × 95 × 38 cm, Musée d'art de Toulon.
- Vampire, 1962
- Zone de Sensibilité Picturale Immatérielle (cession à Dino Buzzati), Paris, 25 janvier 1962.
- Vénus bleue, 1962

### Expositions majeures

#### De son vivant
- 1949 : « Exposition » privée de ses monochromes[69] à l'appartement qu'il loue, 69 Cromwell Road, Londres, Royaume Uni.

- 1953 : Manifestation Monochrome, Tokyo, Japon.
- 15 octobre 1955 : Yves, Peintures fut sa première exposition en France au Club des solitaires à Paris avec la présence de plusieurs monochromes.
- Du 21 février au 7 mars 1956 : Yves, propositions monochromes, Galerie Colette Allendy, Paris, France.
- Du 4 au 31 août 1956 : Festival de l'art d'avant-garde, Cité radieuse de Marseille, Marseille, France.
- Du 2 au 12 janvier 1957 : Propositions monochromes de l’époque bleue ou Proposte monocrome, epoca blu, Gallerie Apollinaire, Milan, Italie. Yves Klein présente des monochromes seulement bleus.
- Du 12 avril au 8 mai 1957 : Micro-Salon d'avril, Galerie Iris Clert, Paris, France.
- Du 10 au 25 mai 1957 : Yves Klein : Propositions monochromes, Paris, Galerie Iris Clert, Paris, France.
- Du 14 au 23 mai 1957 : Yves Klein : Propositions monochromes, Paris, Galerie Colette Allendy, Paris, France.
- Du 31 mai au 30 juin 1957 : Propositions Monochromes, Düsseldorf, Galerie Schmela, Allemagne.
- Du 24 juin au 13 juillet 1957 : Monochrome Propositions of Yves Klein, Gallery One, Londres, Royaume Uni.
- Du 28 avril au 12 mai 1958 : La Spécialisation de la sensibilité à l’état matière première en sensibilité picturale stabilisée, Galerie Iris Clert, Paris, France. Plus connue sous le nom de l’Exposition du vide où il présente en fait une galerie vide.
- Du 17 au 30 novembre 1958 : Vitesse pure et stabilité monochrome par Yves Klein et Jean Tinguely, Galerie Iris Clert, Paris, France.
- Du 17 mars au 3 mai 1959 : Vision in motion, motion in vision, Hessenhuis, Anvers, Belgique.
- Du 13 au 30 juin 1959 : Bas-reliefs dans une forêt d’éponges, Galerie Iris Clert, Paris, France.
- Le 9 mars 1960 : Anthropométries de l’époque bleue, Galerie internationale d’art contemporain, Paris, France.
- Le 30 avril 1960 : Les nouveaux réalistes, Galleria Apollinaire, Milan, Italie.
- Du 11 octobre au 13 novembre 1960 : Yves Klein le Monochrome, Galerie Rive Droite, Paris, France.
- Du 18 novembre au 15 décembre 1960 : Festival d’Art d’Avant-garde, Pavillon américain de la porte de Versailles, Paris, France.
- Du 14 janvier au 26 février 1961 : Yves Klein, Monochrome und Feuer, Musée Haus Lange, Krefeld, Allemagne.
- Du 11 au 29 avril 1961 : Yves Klein, le monochrome, Leo Castelli Gallery, New York, États-Unis.
- Du 29 mai au 24 juin 1961 : Yves Klein le Monochrome, Dwan Gallery, Los Angeles, États-Unis.
- Du 20 au 30 novembre 1961 : Yves Klein le Monochrome : il nuovo realismo del colore, Gallerie Apollinaire, Milan, Italie.
- Du 7 mars au 30 novembre 1962 : Antagonismes 2 : l'objet, Musée des arts décoratifs, Paris, France.

#### Après sa mort

##### De 1962 à 2000
- Du 23 au 31 juillet 1962 : Rétrospective Yves Klein, Tokyo Gallery, Tokyo, Japon.
- Du 5 au 24 novembre 1962 : Yves Klein, Alexandre Iolas Gallery, New York, États-Unis.
- Du 30 avril au 20 mai 1963 : Yves Klein, le monochrome: peintures de feu, Galerie Tarica, Paris, France.
- Du 4 mai au 4 juin 1963 : Yves Klein, Svensk-Franska Konstgalleriet, Stockhholm, Suède.
- Du 15 avril au 20 mai 1964 : Peintures de feu, Galerie Schmela, Düsseldorf, Allemagne.
- Du 12 avril au 8 mai 1965 : Yves Klein, Galerie Alexandre Iolas, Paris, France.
- Du 22 octobre au 13 décembre 1965 : Yves Klein, Stedelijk Museum, Amsterdam, Pays-Bas.
- Du 8 novembre 1993 au 8 janvier 1994 : deux grandes rétrospectives d’Yves Klein sont organisés aux musées Ludwig de Cologne et Haus Lange à Krefeld.

##### Depuis 2000
- En 2004 : Musée des Beaux-Arts d'Angers (duo avec Marie Raymond)[70].

- Du 5 octobre 2006 au 5 février 2007 : Yves Klein, corps, couleur, immatériel, Centre Georges Pompidou, Paris, France.
- Du 8 mars au 3 juin 2007 : Yves Klein Die blaue Revolution, MUMOK, Vienne, Autriche.
- Du 30 septembre 2007 au 6 janvier 2008 : Declaring Space: Lucio Fontana, Yves Klein, Barnett Newman, Mark Rothko, Modern Art Museum, Fort Worth, États-Unis
- Du 20 mai au 12 septembre 2010 : Yves Klein: With the Void, Full Powers, Hirshhorn Museum, Washington, États-Unis.
- Du 16 juin au 4 octobre 2010 : Nuevos Realismos: 1957-1962. Estrategias del objeto, entre readymade y espectácu, Museo Reina Sofia, Madrid, Espagne.
- Du 22 octobre 2010 au 13 février 2011 : Yves Klein, Walker Art Center, Minneapolis, États-Unis.
- Du 27 avril au 17 juin 2016 : Alberto Giacometti, Yves Klein - In Search of the Absolute, Gagosian Gallery, Londres, Royaume Uni.
- Du 21 octobre 2016 au 5 mars 2017 :Yves Klein, Tate Liverpool, Liverpool, Royaume Uni.
- Du 18 mars au 31 juillet 2017: Rétrospective « Yves Klein », Fondation PROA, Buenos Aires, Argentine.
- Du 29 mars au 20 août 2017 : Yves Klein - Theatre of the Void, BOZAR, Bruxelles, Belgique.
- Du 26 août 2017 au 18 janvier 2018 : Rétrospective « Yves Klein », MUAC - Museo Universitario Arte Contemporáneo, Mexico city, Mexique.
- Du 18 juillet au 7 octobre 2018 : Yves Klein, Blenheim Palace, Woodstock, Royaume Uni.
- Du 27 avril au 28 juillet 2019 : The Challenging Souls: Yves Klein, Lee Ufan, Ding Yi, Power Station of Art, Shanghai, Chine.
- Du 21 juin au 3 novembre 2019 : Yves Klein, Des Cris Bleus... Musée Soulages, Rodez, France.
- Du 18 juillet 2020 au 15 mars 2021 : Le ciel comme atelier. Yves Klein et ses contemporains, Centre Pompidou Metz, Metz, France.
- Du 1er octobre 2022 au 5 mars 2023 : The Timeless Imagination of Yves Klein - Uncertainty and the Immateriality, 21st Century Museum of Contemporary Art, Kanazawa, Japon.
- Du 28 octobre 2022 au 26 mars 2023 : Yves Klein, Intime, Hôtel de Caumont, Aix-en-Provence, France.
- Du 10 décembre 2022 au 16 avril 2023 : Rêver dans le rêve des autres, Fondation Opale, Lens, Suisse.
- Du 11 janvier au 9 avril 2023 : Nouveau réalisme, Basil et Elise Goulandris Foundation, Athènes, Grèce.
- Du 30 mars au 24 septembre 2023 : L'art-gent - L'argent dans l'art, Monnaie de Paris, Paris, France.
- Du 6 mai au 29 octobre 2023 : Rendez-vous - Picasso, Chagall, Klein, Heidi Horten Collection, Vienne, Autriche.
- Du 24 mai au 17 septembre 2023 : Outstanding! The relief from from Rodin to Picasso, Städel Museum, Francfort-sur-le-Main, Allemagne.
- Du 3 juin au 3 septembre 2023 : Yves Klein - The Infinite Space, Museum Jorn, Silkeborg, Danemark.
- Du 6 juillet au 3 octobre 2023 : Yves Klein - Painter of Space, Guardian Art Center, Pékin, Chine.
- Du 7 juillet au 27 août 2023 : Yves Klein, l'infini bleu, Bassins de Lumières, Bordeaux, France.
- Du 31 juillet au 18 octobre 2023 : Yves Klein, l'infini bleu, Atelier des Lumières, Paris, France.
- Du 26 octobre 2023 au 22 février 2024 : Paraventi - Folding Screens from the 17th to 21st centuries, Fondazione Prada, Milan, Italie.

### Écrits
- Des bases (fausses), principes et condamnation de l’évolution, Soulèvement de la jeunesse, 1er juin, Paris, 1952
- Yves Peintures, 1954, rééd. 2006, Éditions Dilecta, Paris (avec une postface de Denys Riout)
- Les Fondements du Judo, 1954, rééd. 2006, Éditions Dilecta, Paris, avec l’aide de Igor Correa Luna, un traité sur les 6 Katas du judo (Préface de Ichirō Abe, avant-propos de Jean-Luc Rougé, introduction de Daniel Moquay et de Pierre Cornette de Saint-Cyr)[71]
- Le dépassement de la problématique de l’art, La Louvière, 1959 (Le dépassement de la problématique de l’art et autres écrits, textes réunis et présentés par Marie-Anne Sichère et Didier Semin, Paris, École nationale supérieure des beaux-arts, 2003 ; Overcoming the Problems of Art: The Writings of Yves Klein, Spring Publications, Putnam, 2007)
- L’évolution de l’Art vers l’immatériel, Conférence de la Sorbonne, 3 juin 1959 (« Vers l'immatériel », Éditions Dilecta, Paris, 2006). Rééd. Paris, Allia, 2020.
- Dimanche, 27 novembre. Le journal d’un seul jour, Paris, 1960
- Le vrai devient réalité, 1960, Zero 3, juillet 1961
- Manifeste de l’hôtel de Chelsea (New York 1961), Yves Klein, Paris, Galerie Alexandre Lolas, 1965

### Monographies

#### 1970-1999
- Pierre Restany, Yves Klein le monochrome, Librairie Hachette, Paris, 1974
- Pierre Restany, Yves Klein, Paris, Éditions du Chêne, 1982
- Catherine Millet, Yves Klein, Art Press Flammarion, Paris, 1983
- Pierre Restany, Yves Klein : le feu au cœur du vide, La Différence, 16 janvier 1990, 175 p.  (ISBN 9 782729 104573). Réédité le 1er décembre 2000, 165 p.  (ISBN 978 27291 13322)
- Hannah Weitemeier, Yves Klein, 1928-1962, International Klein Blue, Benedikt Taschen Verlag, Cologne, 1995
- Sidra Stich, Yves Klein, Cantz Verlag, Stuttgart, 1995
- Pierre Restany, Yves Klein, il Fuoco nel cuoro del vueto, Edizioni Sottotracia, Salerne, 1998

#### 2000-2009
- Bruno Cora et Gilbert Perlein, Yves Klein. La Vie, la vie elle-même qui est l'art absolu, Les Éditions du musée d'Art moderne et d'Art contemporain de Nice, Nice, 2000
- Nicolas Charlet, Yves Klein, Éditions Adam Biro, Paris, 2000
- Annette Kahn, Yves Klein, Le maître du bleu, éditions Stock], 2000
- Jean-Paul Ledeur, Yves Klein, catalogue raisonné des éditions et des sculptures, Éditions Guy Pieters, Knokke-le-Zoute, 2000
- Didier Semin, The Painter And His Model On Deposit, Genève - Paris, MAMCO - Yves Klein Archives, 2001
- Hannah Weitemeier, Yves Klein, Éditions Taschen, 2001
- Nicolas Charlet, Yves Klein sculpteur, Les Éditions de l'Amateur, 2002
- Nicolas Charlet, Yves Klein, machine à peindre, Éditions Complicités, 2003
- Jean-Michel Ribettes, Yves Klein contre C. G. Jung, Bruxelles, La Lettre volée, 2003
- Pierre Descargues, Yves Klein, Ides et Callendes, Neuchâtel, 2003
- Denys Riout, Yves Klein, manifester l’immatériel, Éditions Gallimard, Paris, 2004
- André Bonet, Yves Klein: le peintre de l'infini, Monaco, Éditions du Rocher, octobre 2006, 170 p. (ISBN 9 782268 060279)
- Terhi Génévrier-Tausti : L'envol d'Yves Klein, l'origine d'une légende, Aréa-Revue, 2006
- Alain Jouffroy, Manifeste pour Yves Klein, Éditions Virgile, Besançon, 2006
- Jacques Bouzerand, Yves Klein, au-delà du bleu, À propos / Michalon, 2006, 64 p. (ISBN 2-84186-335-2)
- Camille Morineau, Yves Klein: Corps, couleur, immatériel, Éditions Centre Georges Pompidou, 17 octobre 2006
- Denys Riout, Yves Klein : L'aventure monochrome, Éditions Gallimard, coll. « Découvertes Gallimard / Arts » (no 494), Paris, 2006
- Vers l'immatériel, 2006, Éditions Dilecta, Paris (introduction de Denys Riout). Contient Le Dépassement de la problématique de l'art, La Conférence à la Sorbonne (texte bilingue) et un disque CD de la conférence donnée par Yves Klein en 1959
- Rotraut Klein-Moquay, Robert Pincus-Witten, en coll. avec les Archives Yves Klein, Yves Klein USA, Éditions Dilecta, Paris, 2009

#### Depuis 2010
- Klaus Ottmann, Yves Klein, Ediciones Polígrafa, Barcelone, 2010
- Pierre Musso, Yves Klein. Fin de représentation. Éditions Manucius, Paris. 2010
- Frédéric Prot, Yves Klein. Embrasure. Postface Patti Smith. Éditions 5 Continents, Milan, 2012
- Yves Klein Claude Parent Le Mémorial, Projet d'architecture, Éditions Dilecta, Paris, 2013
- Nuit Banai, Yves Klein, Éditions Reaktion (en anglais), 2014
- Hannah Weitemeier, Yves Klein, Éditions Taschen, Cologne, Allemagne, 2016
- Matthias Koddenberg, Yves Klein, In/Out studio, Verlag Kettler, Dortmund, Allemagne, 2016
- Antje Kramer Mallordy, Yves Klein Germany, Éditions Dilecta, Paris, France, 2017
- Robert Fleck, Yves Klein - L'aventure Allemande, Manuella Editions, Paris, France, 2018
- Yves Klein, Editions Fage, Lyon, France, 2019
- Fausto Gilberti, Yves Klein : L'artiste qui voulait tout peindre en bleu (et s'en fichait), Éditions Phaidon France, 2019
- Terhi Génévrier-Tausti, Denys Riout, Yves Klein Japon, Éditions Dilecta, Paris, France, 2020
- Klaus Ottman, Yves Klein: Les éléments et les couleurs, Éditions Arteos, 2020
- L'Évolution de l'art vers l'immatériel, Éditions Allia, Paris, France, 2020
- Yves Klein, Éditions Connaissance des arts, 2022
- Catherine Francblin, Denys Riout et Didier Semin, Yves Klein intime, In Fine éditions d'art, 2022

### Catalogues d’expositions personnelles

#### 1960-1965
- Yves Klein, le Monochrome, Paris, Galerie Rive Droite, 1960
- Yves Klein, le Monochrome : il nuovo realismo del colore, Milan, Galleria Apollinaire, 1961
- Yves Klein, Monochrome und Feuer, Krefeld, Museum Haus Lange, 1961
- Yves Klein, le Monochrome, New York, Leo Castelli Gallery, 1961
- Yves Klein, Tokyo, Tokyo Gallery, 1962
- Yves Klein, New York, Alexandre Iolas Gallery, 1962
- Yves Klein, Stockholm, Svensk Franska Konstgalleriet, 1963
- Yves Klein, le monochrome, Peintures de feu. Paris, Galerie Tarica, 1963
- Yves Klein, le monochrome, Lausanne, Galerie Bonnier, 1964
- Yves Klein, peintures de feu, Düsseldorf, Galerie Schmela, 1964
- Yves Klein, Amsterdam, Stedelijk Museum, 1965
- Yves Klein, Paris, Galerie Alexandre Iolas, 1965

#### 1966-1970
- Yves Klein, Peintures de feu, Lausanne, Galerie Bonnier, 1966
- Yves Klein, Stockholm, Moderna Museet, 1966
- Yves Klein, Bruxelles, Palais des Beaux-Arts, 1966
- Yves Klein, New York, The Jewish Museum, 1967
- Yves Klein, Nuremberg, Institut für Moderne Kunst, 1968
- Yves Klein, Humlebaek, Louisiana Museum, 1968
- Yves Klein, le Monochrome, Milan, Galleria Blu, 1969
- Yves Klein, Turin, Galleria d’Arte Martano, 1969
- Yves Klein, Paris, Musée des Arts décoratifs, 1969

#### 1971-1980
- Yves Klein, Turin, Galleria Civica d’Arte Moderna, 1970
- Yves Klein, Hanovre, Kunstverein, 1971
- Yves Klein, Berne, Kunsthalle, 1971
- Yves Klein, Ludwigshafen, Städtische Kunstsammlung, 1974
- Yves Klein, Selected Writings, Londres, Tate Gallery, 1974
- Yves Klein, Berlin, Nationalgalerie, 1976
- Yves Klein, Tokyo, Fuji Television Gallery, 1979

#### 1981-1990
- Yves Klein, A Retrospective. Houston, Institute for the Arts, Rice University, 1982
- Yves Klein, Centre Georges Pompidou, Paris, 1983
- Yves Klein, Tokyo, Television Gallery, 1986
- Yves Klein, Sponge Reliefs, New York, Gagosian Gallery, 1989

#### 1991-2000
- Yves Klein, le Dépassement de la Problématique de l’Art, Cologne, Galerie Gmurzynska, 1994
- Yves Klein now, Londres, Hayward Gallery, 1995
- Yves Klein, Madrid, Museo Nacional Centro de Arte Reina Sofía, 1995
- Yves Klein, Sydney, Museum of Contemporary Art, 1997
- Yves Klein, Oslo, Museet for Sammtidkunst, 1997
- Tinguely’s Favorites : Yves Klein, Bâle, Museum Jean Tinguely Bâle, 1999
- Yves Klein. La vie, la vie elle-même qui est l’absolu, Musée d’art moderne et d’art contemporain de Nice, 2000

#### 2001-2010
- Yves Klein Peintures de feu 1961-1962, Paris, Galerie de France, 2004
- Yves Klein, Francfort, Schirn Kunsthalle, 2004
- Yves Klein, Bilbao, Guggenheim Museum, 2005
- Yves Klein. Corps, couleur, immatériel, Paris, Centre Pompidou, Musée national d’art moderne, 2006
- Yves Klein, Lugano, Museo d’Arte della Città di Lugano, 2009
- Yves Klein: With the Void, Full Powers, Ostfildern, Hatje Cantz Verlag, 2010

#### Depuis 2011
- Yves Klein et Fontenay-aux-Roses, Fontenay-aux-Roses, Médiathèque, 2012
- Yves Klein, Intimo, Madrid, Galeria Cayón, 2015

### Filmographie sélective
- Scènes de judo, Japon, janvier 1953, N&B, 1 min 30 s.
- Yves Klein, propositions monochromes, à partir de l’exposition à la galerie Colette Allendy, 67, rue de l’Assomption, Paris, 14-23 mai 1957, couleur, 1 min 55 s et 4 min 40 s.
- Surfaces et blocs de sensibilité picturale, intentions picturales, à partir de l’exposition « Yves Klein, propositions monochromes », galerie Iris Clert, 3, rue des Beaux Arts, Paris, 14-23 mai 1957, couleur, 1 min.
- Vernissage peinture monochrome, à partir de l’exposition à la galerie Iris Clert, documentation sur le lâcher de ballons place Saint-Germain-des-Prés, 1957, pour le journal Gaumont, 1 min 34 s, © Gaumont Pathé Archives.
- La Spécialisation de la sensibilité à l’état de matière première en sensibilité picturale stabilisée, à partir de l’exposition à la galerie Iris Clert, 28 avril-12 mai 1958, couleur, 1 min 40 s.
- Réalisation des travaux pour l’opéra de Gelsenkirchen, Allemagne, 1958-1959, N&B, 4 min 15 s.
- Bas-reliefs dans une forêt d’éponges, à partir de l’exposition à la galerie Iris Clert, 15-30 juin 1959, réalisation Albert Weil, couleur, 7 min 40 s.
- La Pêche aux éponges, 1959, réalisation Albert Weil pour le journal Gaumont, couleur, sonore, 1 min 34 s, © Gaumont Pathé Archives.
- Gelsenkirchen, 1959, version allemande, N&B, 31 min, © Archives de la Ville de Gelsenkirchen.
- Inauguration de l’opéra de Gelsenkirchen, Allemagne, 15 décembre 1959, couleur, 2 min 10 s.
- Anthropométrie de l’époque bleue, Galerie internationale d’Art contemporain, 253, rue Saint-Honoré, Paris, 9 mars 1960, N&B, 2 min 20 s.
- Dimanche 27 novembre, à l’occasion de l’exposition galerie Rive Droite, 23, rue du faubourg Saint-Honoré, Paris, 27 novembre 1960, réalisation Albert Weil, N&B, 4 min.
- Essai de toit d’air, 14, rue Campagne-Première, Paris, v. 1961, N&B, 2 min 15 s.
- Extrait de Heartbeat of France, tourné à Düsseldorf, le 20 février 1961, réalisation Peter Morley, 16 mm, sonore, N&B, 2 min 50 s, collection British Film Institute, © Archbuild Ltd, Londres.
- Monochrome und Feuer, à partir de l’exposition au Museum Haus Lange, Krefeld, 14 janvier-26 février 1961, réalisation Yvan Butler, couleur et N&B, 11 min 50 s.
- Yves Klein réalisant des Peintures de feu, Centre d’essai de Gaz de France, La Plaine Saint-Denis, 1961, réalisation Albert Weil, couleur et N&B, 9 min.
- Extrait de En français dans le texte, édition spéciale : l’avant-garde française, magazine diffusé le 25 avril 1961, réalisation Yvan Jouannet, 45 min, production ORTF, ©INA Archives.
- Appartement-studio d’Yves Klein, 14, rue Campagne-Première, Paris, 1962, couleur, 6 min 15 s.
- Antagonismes 2, l’objet, à partir de l’exposition au Musée des Arts décoratifs, Paris, 1962, N&B, 7 min 10 s.
- L’Art et le feu, journal Gaumont, 1962, N&B, 52 min, sonore, © Gaumont Pathé Archives.
- Extrait de Mondo Cane I, 1962, tournage les 17 et 18 juillet 1961, réalisateur Gualtiero Jacopetti & Paolo Cavara, Franco Prosperi, 35 mm, Technicolor, sonore, production CINERIZ, Italie, distribution France Tvor Paris.
- Mariage de Rotraut Uecker et Yves Klein, église Saint-Nicolas-des-Champs, Paris, 21 janvier 1962, réalisateur Albert Weil ou Butler, couleur, 6 min.
- Gelsenkirchener Opera, documentaire de Victor Glasstone et David Jones, version anglaise, 1963, N&B, sonore, © BBC Archives.
- Yves Klein le Monochrome, 1963, réalisation Shinkichi Noda, musique Toru Takemitsu, intertitres japonais, 16 mm, N&B/couleur, 30 min, production Mr Shinishi Segi, ©Tokyo Art Institute, Japon.
- Signalement, 1963, réalisation Wim T. Schippers et Williem de Ridder, Fluxus TV Program, 30 min, production VARA Television, Pays-Bas, © Nederlands Instituut voor Beeld en Geluid

## Hommages
- En hommage à Klein un timbre reproduisant l'une de ses œuvres, Anthropométrie de l'époque bleue, est émis par les postes françaises en 1989 (valeur faciale de 5 F).
- Dino Buzzati rend hommage à Yves Klein dans l'article Adieu au lutin (1962) publié dans Chroniques terrestres
- Le film Le Voyage d'Yves Klein de l'artiste plasticien Didier Morin parcourt les lieux traversés par Yves Klein au cours de sa vie[72].
- Marc de Verneuil et Mel Rushmore rendent un double hommage à Yves Klein et Dino Buzzati pour le quarantième anniversaire de leur œuvre commune.
- Le musicien Julien Ribot rend hommage à Yves Klein dans le clip de sa chanson 'LOVE', réalisé par Julien Hallard.
- Yves Klein est évoqué dans le 118e des 480 souvenirs cités par Georges Perec dans Je me souviens.
- Un hommage lui est rendu au Cyclop, à Milly-la-forêt, où ses amis, les nouveaux réalistes, y ont créé une œuvre en sa mémoire.
- En 2013, la Monnaie de Paris a sorti une collection de pièces en argent mettant en avant l'artiste[73].
- Une voie porte son nom dans le 18e arrondissement de Paris, la cité Yves-Klein, et un espace vert dans le 14e arrondissement de Paris, le square Yves-Klein jouxtant la rue Campagne-Première où il vécut et eut son atelier[74].
- Pour sa performance NOT Klein, l'artiste appropriationniste américain Mike Bidlo, vêtu d'un tuxedo et portant des gants blancs, a recréé, avec des performeuses, les Anthropométries de l'époque bleue d'Yves Klein. Guidées par Bidlo, les performeuses ont imprimé leurs corps dénudés, couverts de peinture bleue outremer, sur de larges feuilles de papier. Ce reenactment a eu lieu à quatre reprises : à New York en 1985, en Suède en 1986, à Tokyo en 1988 et finalement à Seattle en 1989[75].
- Avec sa performance provocatrice Red Not Blue, présentée devant public à la Shohsana Wayne Gallery à Santa Monica, en Californie en 1992, l'artiste conceptuelle Rachel Lachowicz a, à son tour, réinterprété les Anthropométries de l'époque bleue d'Yves Klein, cette fois dans une perspective féministe. Elle a, en effet, enduit de rouge à lèvres le corps d'un homme nu, avant de lui demander d'imprimer son corps sur une grande feuille de papier, tandis qu'un violonniste s'exécutait[76].

## Iconographie
- Willy Maywald, Studio Portrait of Yves Klein with a Monochrome Painting Taken at Studio (1956), photographie, Ann Arbor, bibliothèque de l'université du Michigan[note 9]